# Hercostomus huaguoensis
Hercostomus huaguoensis är en tvåvingeart som beskrevs av Zhu, Yang och Hayashi 2007. Hercostomus huaguoensis ingår i släktet Hercostomus och familjen styltflugor. Inga underarter finns listade i Catalogue of Life.